# S-75 Dvina
Le S-75 Dvina (terminologie OTAN : SA-2 Guideline) est l’un des premiers systèmes de missile sol-air guidé par radar mis en service par l’Union soviétique.
Volant à Mach 3,5, affichant 40 km de portée, armé d’une charge explosive de 130 kg, le missile V-750 (désignation concepteur : Lavotchkine La-207) est associé au radar de tir Fan Song et au radar d’alerte Spoon Rest. Très rapidement, ce système prouve son efficacité et les victoires du S-75 se multiplient.
Une batterie se compose en principe d’un radar au centre et de six rampes de lancement en cercle autour de celui-ci.

## Histoire

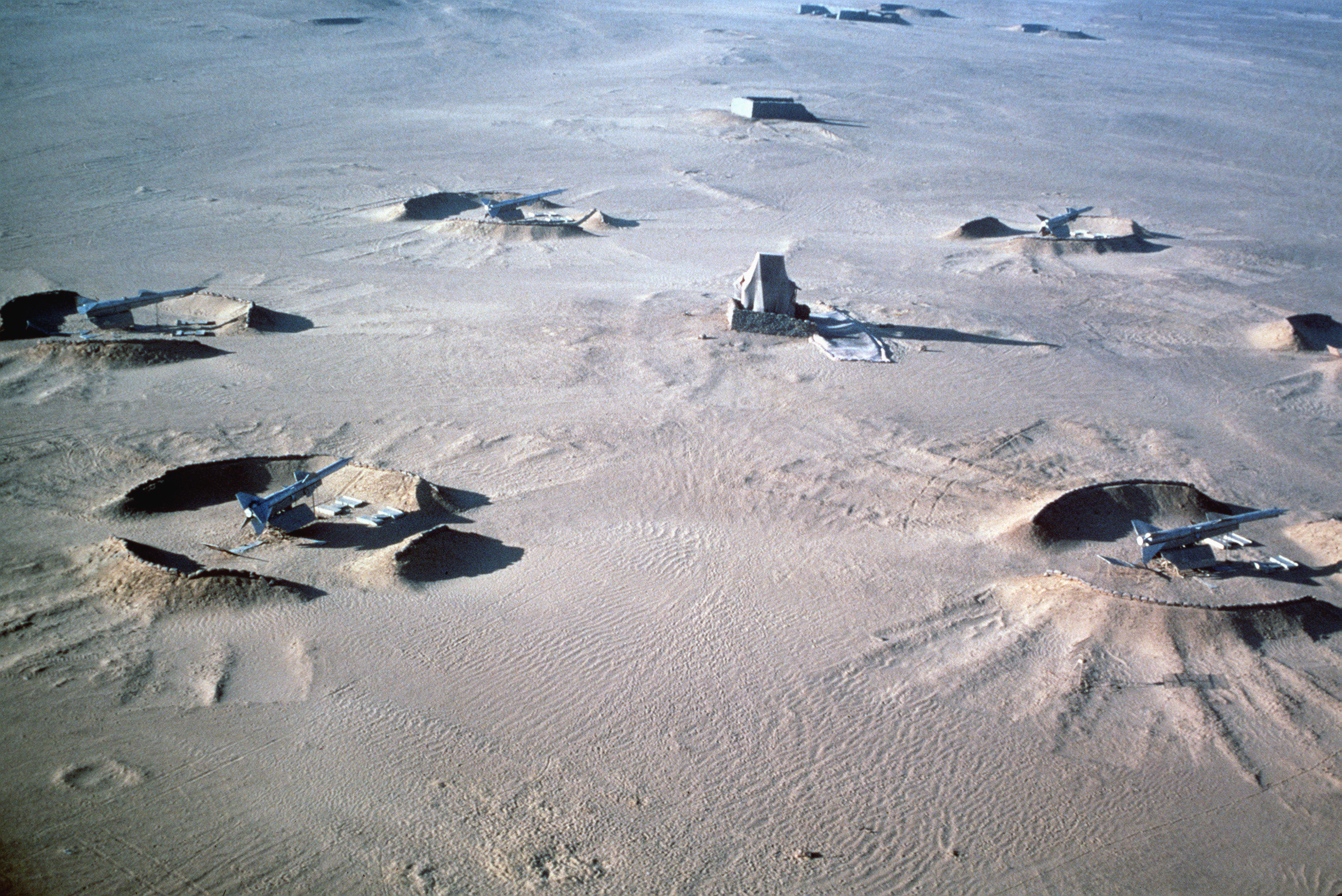
Batterie de missiles S-75 Dvina en Égypte avec son radar au centre et ses six rampes de lancement.

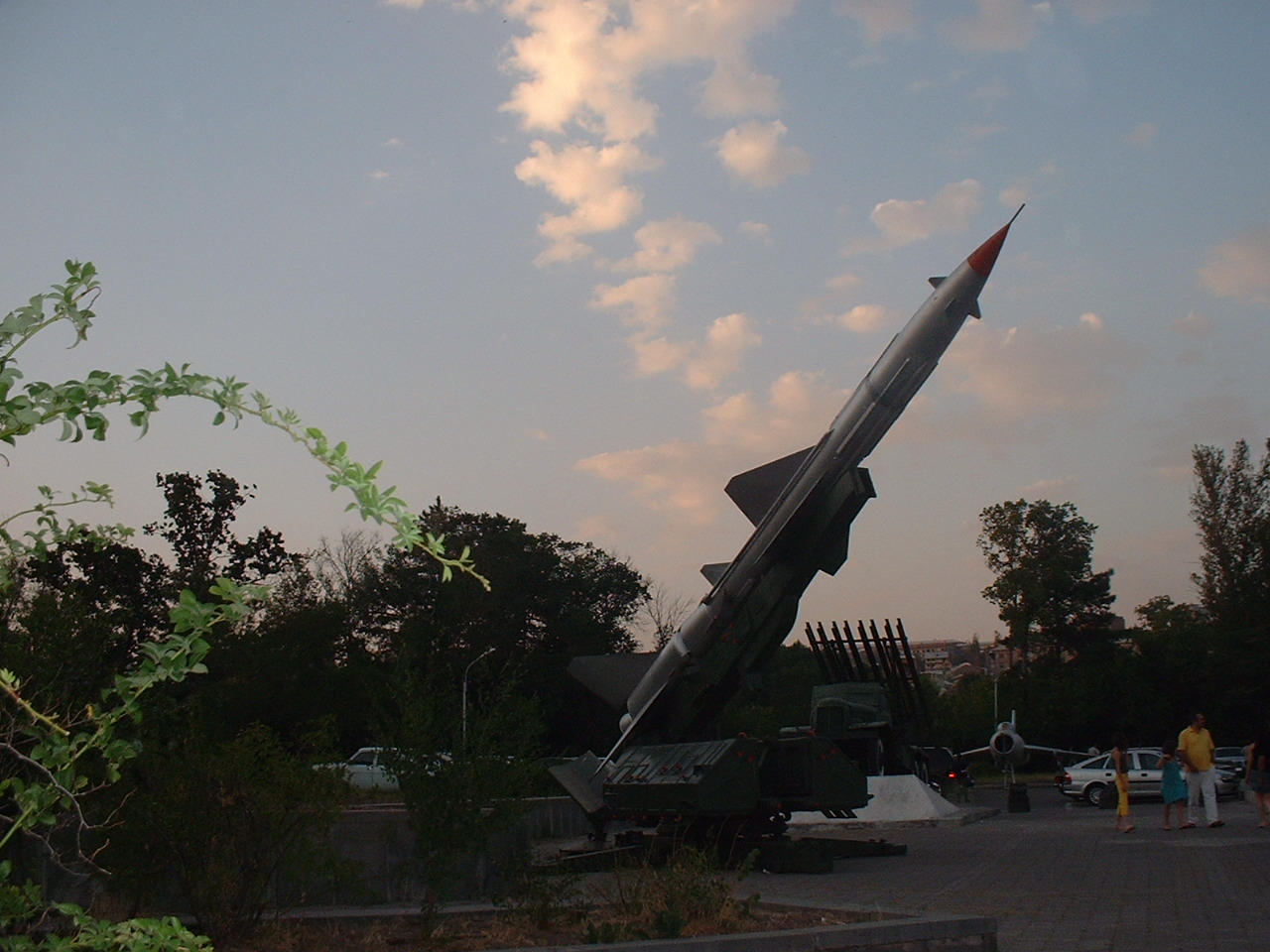
Missile SA-2 exposé au Parc de la Victoire à Erevan

Le S-75 a abattu de très nombreux modèles d’avions de combat occidentaux depuis son introduction en service actif.
La première utilisation et victoire au combat d'un missile surface-air a lieu lorsqu'un avion de reconnaissance RB-57 Canberra de la force aérienne de la République de Chine se fait abattre le 7 octobre 1959 par une salve de trois S-75 Dvina (terminologie OTAN : SA-2 Guideline) de l'armée populaire de libération.
Le 1er mai 1960, un avion de renseignement américain Lockheed U-2 est détruit par ce missile lors d’une mission de reconnaissance au-dessus de l’URSS. Le 9 septembre 1962, un U-2 taïwanais est à son tour abattu près de Nankin en République populaire de Chine ; au total quatre avions furent abattus. Le 27 octobre 1962, un autre U-2 en est victime lors d’un vol au-dessus de Cuba, précisément pendant la crise des missiles qui surgit entre les États-Unis et l’Union soviétique. Un peu plus tard, ce fut au Viêt Nam qu'un appareil fut abattu par un missile de ce type.
L’Inde l’utilisa pour la première fois en 1965 contre les F-86 et Hunter pakistanais, mais ne réussit à abattre qu’un seul avion.
Fourni au Nord-Viêt Nam, il fut déployé en batteries concentriques tout d’abord autour des sites stratégiques comme les ponts, les barrages et les usines. Il mit de très nombreux coups au but contre les avions de frappe F-105 basés en Thaïlande, et ensuite contre des bombardiers B-52, trop lents et lourds pour les esquiver. Initialement assez précis contre les avions américains, le SA-2 vit son efficacité diminuée par les contremesures électroniques américaines. En décembre 1972, le faible inventaire de missiles restants au Viêt Nam-Nord n’eut qu’un faible taux de succès de 2 % contre les B-52. Pour leurrer le missile, des avions furent spécialement équipés avec des émetteurs de leurres et de signaux de brouillage afin de tromper les radars Fan Song de ces S-75. Ces avions étaient accompagnés de chasseurs-bombardiers F-4 Wild Weasel équipés d’armes antiradars comme le missile Shrike qui pouvaient neutraliser les radars. Un S-75 ne peut pas être lancé sans son radar. De plus, des avions d’attaque au sol volant plus bas que l’enveloppe de détection du radar Fan Song, pouvaient attaquer les sites de S-75 avec succès.
L’autre théâtre d’opération important sur lequel le S-75 fut utilisé intensivement fut au Moyen-Orient, mais avec moins de succès qu’au Viêt Nam. Lancés contre l’aviation israélienne, les S-75 égyptiens trouvèrent en face d’eux des avions plus rapides et de plus petites dimensions et, surtout, volant à faible altitude - cas de figure auxquels les équipiers égyptiens n’étaient pas préparés. Durant la guerre des Six Jours (1967) lorsque l’armée israélienne mit la main sur quelques batteries de S-75, on apprit que les Soviétiques avaient donné au missile son appellation de V750. La facilité avec laquelle les Israéliens évitèrent les S-75 tirés contre eux durant les six jours les a conduit cependant, à sous-estimer dans les années qui suivirent l’ensemble des missiles sol-air de construction russe : une erreur d’appréciation qui allait leur coûter cher face aux SA-6 égyptiens durant la guerre d’octobre (1973). En 1993 a lieu la dernière victoire actuelle de cette arme lorsqu'un Su-27 de l'armée de l'Air russe est abattu lors de la guerre d'Abkhazie.
Grâce aux enseignements tirés de son utilisation au combat, le S-75 a subi au cours de sa carrière de nombreuses modifications : outre son ogive et ses radars qui lui sont associés, ses dispositifs anti contremesures ont été largement perfectionnés au fil des années. Vendu à la plupart des pays du bloc soviétique, ainsi qu’à la Chine, l’Albanie et l’Égypte, le Guideline n’équipe plus cependant les unités antiaériennes de l’armée russe.

## Opérateurs

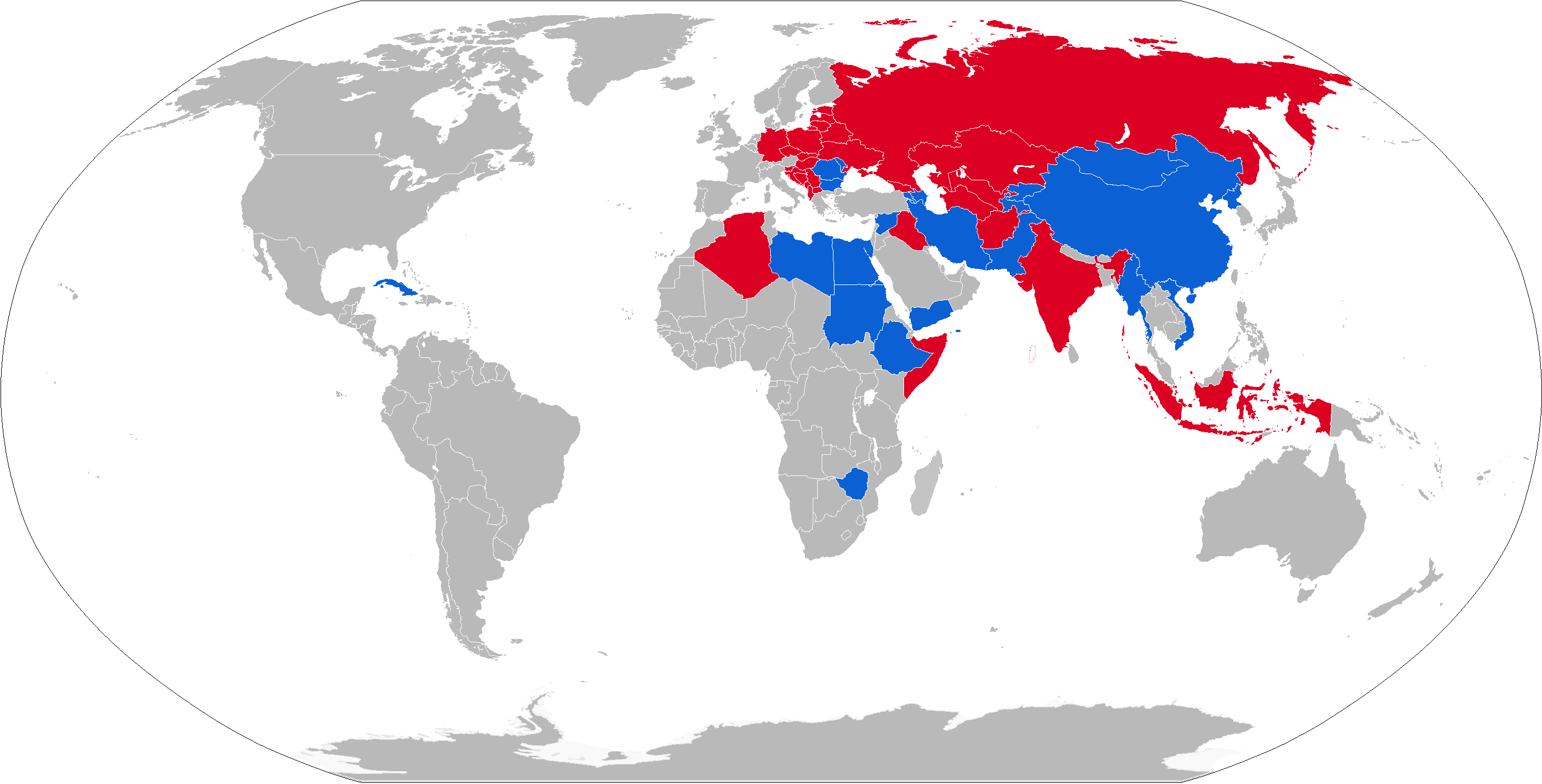
Carte des pays opérateurs de S-75 (en bleu actuel / en rouge les anciens)

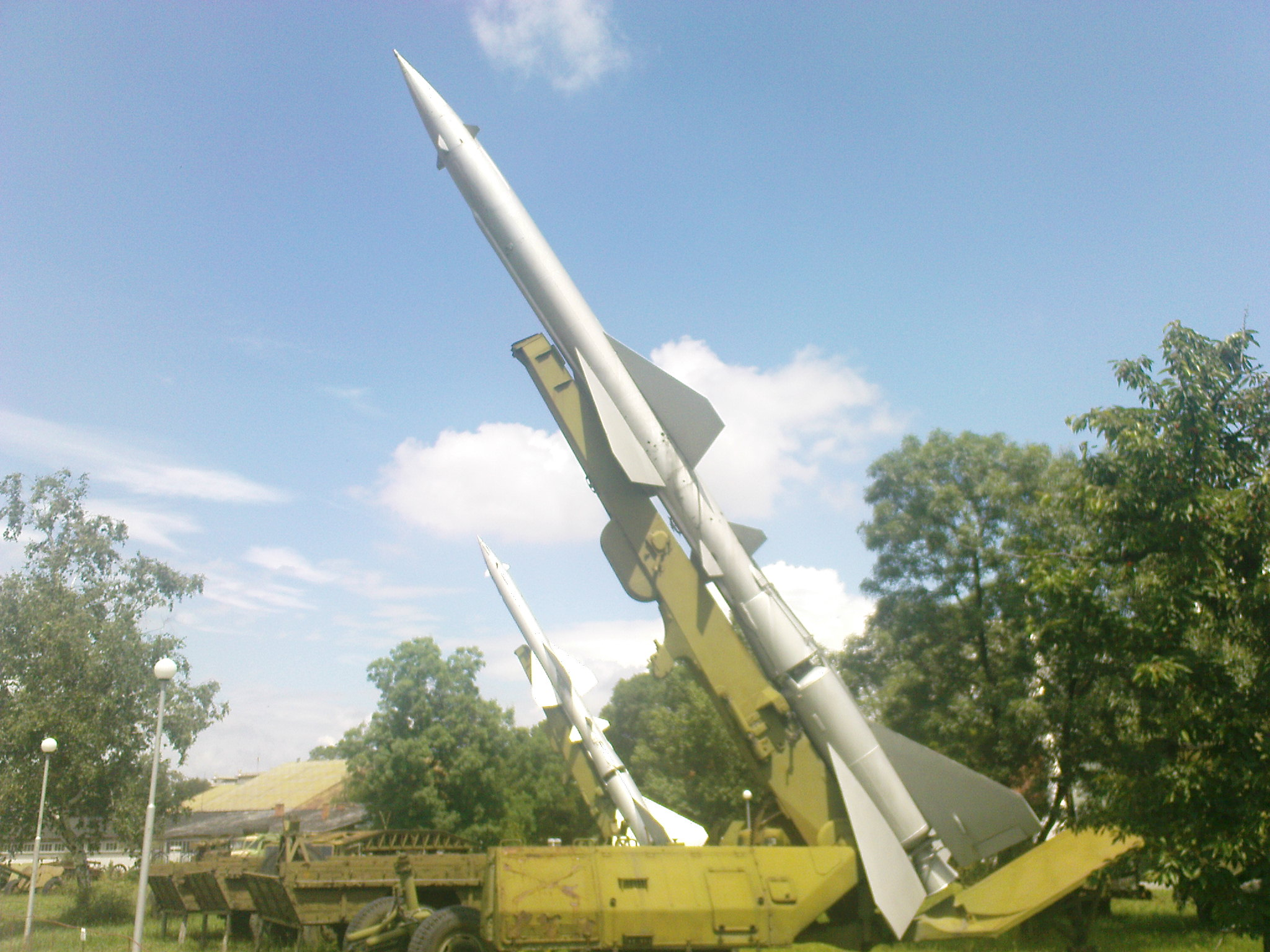
Paire de lanceur S-75

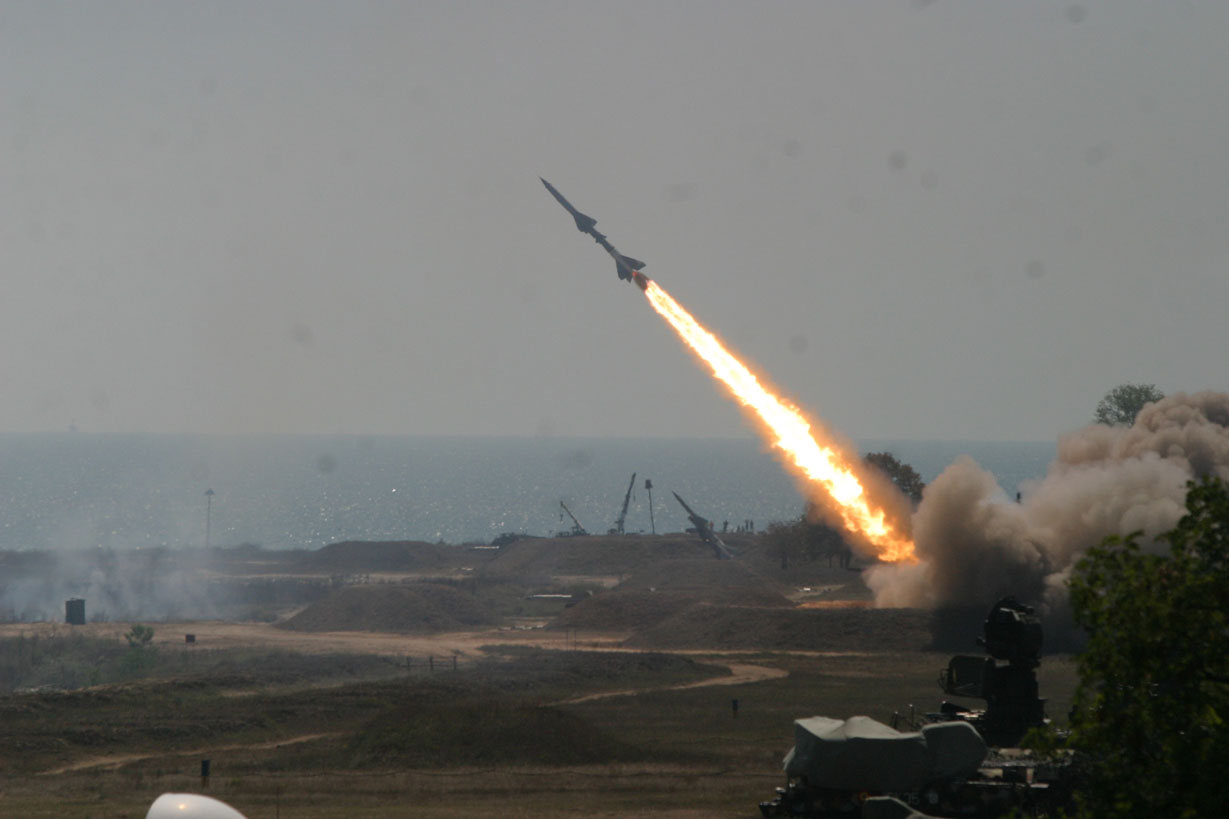
S-75M3 "Volhov" roumain lançant un missile 5Ia23 depuis le pas de tir de Capu Midia.

### Actuels
- Arménie – 79 lanceurs
- Azerbaïdjan – 25
- Bulgarie – 18
- Chine - premier bataillon opérationnel le 20 septembre 1959[3]
- Cuba
- Égypte – 240 (variante Tayer el-Sabah)
- Éthiopie – monté sur tracteur-érecteur-lanceur sur châssis de T-55[4]
- Iran – 300 lanceurs , avec variante HQ-2J et locale Sayyad-1/1A & 2[5].
- Kirghizistan
- Libye[6]
- Free Libyan Air Force
- Mongolie
- Birmanie – Entre 48 et 250 en 2008
- Corée du Nord – Plus de 270
- Pakistan – Version HQ-2B en service au sein de la Pakistan Air Force[7],[8].
- Roumanie
- Soudan – 700
- Syrie – 275
- Tadjikistan
- Vietnam – 280
- Yémen
- Zimbabwe

### Anciens
- Afghanistan
- Algérie
- Albanie – 84 lanceurs
- Tchécoslovaquie – 23 lanceurs
- Allemagne de l'Est
- Géorgie
- Hongrie
- Indonésie
- Inde
- Iraq
- Moldavie – 3 lanceurs
- Pologne
- Russie
  - La plupart des systèmes S-75 ont été retirés du service actif durant les années 1991–1996.  Les missiles seront utilisés comme cibles. RM-75V/MV Armavir, Sinitsa-1/6(SAM S-75M, missile 20DSU), Sinitsa-23/Korshun (lanceur S-75M3, missile 5YA23), (toujours en service en 2011)
- Somalie – non opérationnel
- Union soviétique
- Yougoslavie